# Dịch SARS 2002–2004

Số ca SARS năm 2003 - Toàn cầu

Dịch SARS 2002–2004 do hội chứng hô hấp cấp tính nặng (SARS) gây ra bắt đầu từ Phật Sơn, Trung Quốc vào tháng 11 năm 2002. Hơn 8.000 người đã bị nhiễm và ít nhất 774 người tử vong trên toàn thế giới.

## Dịch theo quốc gia và khu vực
| Quốc gia/Khu vực           | Nhiễm | Tử vong | Tỷ lệ tử vong (%) |
| -------------------------- | ----- | ------- | ----------------- |
| Trung Quốc                 | 5.327 | 349     | 6,6               |
| Hồng Kông                  | 1.755 | 299     | 17,0              |
| Đài Loan                   | 346   | 73      | 21,1              |
| Canada                     | 251   | 43      | 17,1              |
| Singapore                  | 238   | 33      | 13,9              |
| Việt Nam                   | 63    | 5       | 7,9               |
| Hoa Kỳ                     | 27    | 0       | 0                 |
| Philippines                | 14    | 2       | 14,3              |
| Thái Lan                   | 9     | 2       | 22,2              |
| Đức                        | 9     | 0       | 0                 |
| Mông Cổ                    | 9     | 0       | 0                 |
| Pháp                       | 7     | 1       | 14,3              |
| Úc                         | 6     | 0       | 0                 |
| Malaysia                   | 5     | 2       | 40,0              |
| Thụy Điển                  | 5     | 0       | 0                 |
| Anh Quốc                   | 4     | 0       | 0                 |
| Ý                          | 4     | 0       | 0                 |
| Ấn Độ                      | 3     | 0       | 0                 |
| Hàn Quốc                   | 3     | 0       | 0                 |
| Indonesia                  | 2     | 0       | 0                 |
| Nam Phi                    | 1     | 1       | 100,0             |
| Kuwait                     | 1     | 0       | 0                 |
| Ireland                    | 1     | 0       | 0                 |
| Ma Cao                     | 1     | 0       | 0                 |
| New Zealand                | 1     | 0       | 0                 |
| România                    | 1     | 0       | 0                 |
| Nga                        | 1     | 0       | 0                 |
| Tây Ban Nha                | 1     | 0       | 0                 |
| Thụy Sĩ                    | 1     | 0       | 0                 |
| Tổng cộng ngoài Trung Quốc | 2.769 | 454     | 16,4              |
| Tổng cộng (29 khu vực)     | 8.096 | 774     | 9,6               |
| 1. 2.                      |       |         |                   |

## Dòng thời gian

### Tháng 11 năm 2002
Vào ngày 16 tháng 11 năm 2002, dịch SARS bắt đầu tại tỉnh Quảng Đông, Trung Quốc, giáp ranh với Hồng Kông. Ca nhiễm đầu tiên nhiều khả năng là một nông dân tại quận Thuận Đức của thành phố Phật Sơn. Trung Quốc thông báo cho Tổ chức Y tế Thế giới (WHO) về dịch bệnh vào ngày 10 tháng 2 năm 2003, bao gồm 305 ca nhiễm, trong đó có 105 nhân viên y tế và 5 ca tử vong. Báo cáo sau đó cho biết dịch tại Quảng Đông đã đạt đỉnh vào giữa tháng 2 năm 2003. Tuy nhiên điều này có thể coi là không chính xác khi sau đó có thêm 806 ca nhiễm và 34 ca tử vong được báo cáo.
Ở giai đoạn đầu của dịch, chính quyền Trung Quốc ngăn cản báo chí đưa tin về SARS, trì hoãn việc báo cáo lên WHO, và ban đầu không cung cấp thông tin nào tới người dân Trung Quốc ngoài tỉnh Quảng Đông, được cho là nơi bắt nguồn dịch bệnh. Ngoài ra, một nhóm công tác của WHO tới Bắc Kinh đã không được tới Quảng Đông trong vài tuần. Hành động này khiến chính quyền bị nhiều nước chỉ trích và buộc phải thay đổi chính sách vào đầu tháng 4.

### Tháng 1 năm 2003
Ca siêu lây nhiễm đầu tiên, Zhou Zuofen, một tiểu thương bán cá, được đưa vào Bệnh viện Tưởng niệm Tôn Trung Sơn tại Quảng Châu vào ngày 31 tháng 1 và lây nhiễm cho 30 y tá và bác sĩ. Virus nhanh chóng lây lan sang các bệnh viện gần đó.

### Tháng 2 năm 2003

#### Hồng Kông

Sơ đồ tầng 9 Khách sạn Metropole tại Hồng Kông, nơi một ca siêu lây nhiễm SARS xảy ra

Tháng 2 năm 2003, bệnh nhân SARS đầu tiên tại Hồng Kông là Bác sĩ Lưu Kiếm Luân, người đã từng tới dự một bữa tiệc cưới; Bác sĩ Lưu là nhân viên của Bệnh viện Tưởng niệm Tôn Trung Sơn ở Quảng Đông và từng chữa trị cho bệnh nhân SARS.
Ngày 21 tháng 2, Bác sĩ Lưu cùng vợ làm thủ tục vào phòng 911 trên tầng 9 của Khách sạn Metropole. Mặc dù có biểu hiện mệt mỏi, ông vẫn đi thăm gia đình và tham quan khắp Hồng Kông. Tới sáng ngày 22 tháng 2, tình hình sức khỏe của ông xấu đi và ông đi bộ tới Bệnh viện Quảng Hoa gần đó để khám. Ông cảnh báo cho y bác sĩ tại đây về tình trạng bệnh nặng của mình và muốn được cách ly. Ông không qua khỏi và qua đời tại Khoa Điều trị tích cực vào ngày 4 tháng 3.
Bác sĩ Lưu được cho là một ca siêu lây nhiễm SARS: 23 người khách khác tại khách sạn Metropole cũng bị nhiễm SARS, 7 người trong đó lưu trú tại tầng 9. Anh vợ của ông Lưu, được đưa vào điều trị cuối tháng 2, nhập viện tại Bệnh viện Kwong Wah vào ngày 1 tháng 3 và qua đời ngày 19 tháng 3. Ước tính có khoảng 80% ca nhiễm tại Hồng Kông liên quan tới ông Lưu.

#### Việt Nam
Trường hợp nhiễm virus đầu tiên tại Hà Nội, Việt Nam là Johnny Chen, một người đàn ông Mỹ gốc Hoa sống tại Thượng Hải, từng lưu trú gần với ông Lưu tại Khách sạn Metropole. Ông được chuyển tới Bệnh viện Việt Pháp vào ngày 26 tháng 2, và lây cho ít nhất 38 y bác sĩ. Mặc dù sau đó được đưa sang Hồng Kông, ông tử vong vào ngày 13 tháng 3.
Bác sĩ Carlo Urbani, chuyên gia bệnh truyền nhiễm của WHO, nằm trong số y bác sĩ khám và chữa trị cho Chen. Urbani nhận thấy các y bác sĩ khác tại bệnh viện cũng đổ bệnh và biết mình đang phải đối mặt với một căn bệnh mới và nguy hiểm. Ông cũng bị nhiễm bệnh và qua đời ngày 29 tháng 3.

#### Canada
Ngày 23 tháng 2, một người phụ nữ lớn tuổi tên là Kwan Sui-Chu, cũng từng lưu trú tại Khách sạn Metropole, quay trở về Toronto từ Hồng Kông. Bà qua đời tại nhà vào ngày 5 tháng 3 và lây nhiễm cho con trai Tse Chi Kwai. Anh này sau đó được đưa vào Bệnh viện Scarborough Grace và tử vong ngày 13 tháng 3.

#### Đài Loan
Ngày 25 tháng 2, một doanh nhân từng tới Hồng Kông và Quảng Đông trở về nhà tại Đài Bắc, khởi đầu dịch bệnh tại Đài Loan. Gần như toàn bộ số ca nhiễm là các y bác sĩ hoặc người nhà của bệnh nhân. Có tin cho rằng các y bác sĩ không nhận thức được rủi ro của bệnh và đã không có biện pháp phòng vệ như đeo khẩu trang.

### Tháng 3 năm 2003

#### Singapore
Ngày 1 tháng 3, Esther Mok, 26 tuổi, một vị khách khác tại Metropole, được đưa vào Bệnh viện Tan Tock Seng sau khi đã từng tới Hồng Kông, khởi đầu dịch tại Singapore. Mặc dù cô sau đó đã khỏi bệnh, nhiều người nhà của bệnh nhân đã không qua khỏi.

#### Hồng Kông
Ngày 4 tháng 3, một người đàn ông 27 tuổi từng tới thăm một vị khách trên tầng 9 khách sạn Metropole 11 ngày trước, được đưa tới Bệnh viện Prince of Wales. Ít nhất 99 nhân viên bệnh viện (bao gồm 17 sinh viên y khoa) đã nhiễm bệnh khi điều trị người này.

#### Thái Lan
Ngày 11 tháng 3, Bác sĩ Carlo Urbani tới Bangkok, Thái Lan để dự hội thảo y khoa. Ông phát bệnh trên máy bay và đã bảo bạn mình không được chạm vào người, gọi xe cứu thương và đưa tới bệnh viện. Ông được cách ly tại Khoa Điều trị tích cực.
Một dịch bệnh hô hấp lạ khác tương tự ảnh hưởng tới các nhân viên y tế Hồng Kông cũng được báo cáo.
Ngày 12 tháng 3, WHO ban bố cảnh báo toàn cầu về một bệnh truyền nhiễm mới chưa rõ nguồn gốc tại Việt Nam và Hồng Kông.
Ngày 15 tháng 3, WHO nâng mức cảnh báo y tế toàn cầu về một loại bệnh viêm phổi lạ với tên gọi là SARS sau khi xác định được các ca bệnh tại Singapore và Canada. Cảnh báo này đi kèm với khuyến cáo đi lại khẩn cấp tới du khách quốc tế, các chuyên gia và cơ quan y tế.
Trung tâm Kiểm soát Dịch bệnh Hoa Kỳ (CDC) đưa ra khuyến cáo hạn chế đi lại đối với các khu vực bị ảnh hưởng ở châu Á (Hồng Kông, Singapore, Việt Nam và Trung Quốc).
Ngày 17 tháng 3, một mạng lưới quốc tế gồm 11 phòng thí nghiệm được thiết lập nhằm xác định nguyên nhân gây bệnh SARS và nghiên cứu cách điều trị.
CDC tổ chức buổi họp đầu tiên về SARS và cho biết đã có 14 ca nghi nhiễm SARS đang được xác minh tại Hoa Kỳ.
Ngày 20 tháng 3, WHO cho biết một số bệnh viện tại Việt Nam và Hồng Kông đang hoạt động chỉ với một nửa số nhân viên do nhiều người đã ở nhà để tránh bị nhiễm bệnh. WHO bày tỏ lo ngại rằng việc điều trị không tích cực các bệnh nhân có thể khiến bệnh lây lan rộng hơn.
Ngày 25 tháng 3, giới chức Hồng Kông cho biết 9 du khách đã nhiễm bệnh từ một người đàn ông Trung Quốc đi cùng Chuyến bay 112 của Air China tới Bắc Kinh vào ngày 15 tháng 3. Dịch SARS bắt đầu lây lan nhanh tại Dãy nhà E khu chung cư Amoy Gardens.
Chính phủ Singapore bắt đầu thực hiện cách ly bắt buộc với những trường hợp nhiễm bệnh.
Ngày 27 tháng 3, Arthur K. C. Li, Cục trưởng Cục Giáo dục Hồng Kông, thông báo hủy tất cả các lớp học tại tất cả các cơ sở giáo dục. Bộ Giáo dục Singapore thông báo toàn bộ các trường tiểu học, trung học cơ sở và trung học phổ thông phải đóng cửa tới ngày 6 tháng 4 năm 2003. Các trường đại học và cao đẳng không bị ảnh hưởng.
Ngày 29 tháng 3, Bác sĩ Urbani qua đời tại Bangkok do bị nhồi máu cơ tim.
Ngày 30 tháng 3, giới chức Hồng Kông phong tỏa dãy nhà E của khu chung cư Amoy Gardens do tại đây bùng phát dịch lớn (hơn 200 ca). Khu ban công bị đóng cửa hoàn toàn và được cảnh sát canh giữ. Cư dân tòa nhà sau đó được chuyển sang Trại nghỉ dưỡng Lý Ngư Môn và sau đó là Làng nghỉ dưỡng Lady MacLehose để cách ly vào ngày 1 tháng 4 do khu vực tòa nhà được coi là khu vực nguy hiểm về sức khỏe.
Hầu hết các ca bệnh bắt nguồn từ các căn hộ hướng tây bắc có chung đường ống nước thải. Theo các quan chức chính quyền, virus lây truyền vào tòa nhà thông qua một bệnh nhân bị mắc bệnh thận (chưa rõ là bệnh gì) sau khi được xuất viện tại Bệnh viện Prince of Wales, và sau đó tới thăm anh trai sống ở tầng 7. Virus đã lây truyền thông qua nước tiểu của bệnh nhân và đi qua đường ống nước thải. Có giả thuyết cho rằng virus lan truyền thông qua không khí: virus hiện diện trong các đường ống khô hình chữ U và được phát tan ra ban công và hệ thống thông gió nhờ gió biển. Virus được xác nhận là lây truyền thông qua giọt bắn, nhưng đợt bùng phát dịch này khiến giới chức nghi ngờ về khả năng virus có thể lây qua không khí.

### Tháng 4 năm 2003
Ngày 1 tháng 4, chính phủ Hoa Kỳ đưa một số nhân viên tại các văn phòng lãnh sự quán ở Hồng Kông và Quảng Châu về nước. Chính phủ Hoa Kỳ cũng khuyến cáo công dân Mỹ không tới khu vực dịch.
Ngày 2 tháng 4, các quan chức y tế Trung Quốc bắt đầu báo cáo tình hình dịch SARS. Tỉnh Quảng Đông báo cáo 361 ca nhiễm mới và 9 ca tử vong, làm tăng tổng số ca trên toàn Trung Quốc đại lục được báo cáo trước đó vào cuối tháng 2. Virus cũng được phát hiện tại Bắc Kinh và Thượng Hải. WHO cũng khuyến cáo tránh đi lại tới Hồng Kông và Quảng Đông trong một cuộc họp báo.
Ngày 3 tháng 4, một nhóm các nhà khoa học quốc tế của WHO di chuyển từ Bắc Kinh tới Quảng Châu để thảo luận với các quan chức nhưng chưa kiểm tra về nguồn bệnh hay cơ sở vật chất y tế trong quá trình kiểm soát bệnh. 15 người trong số cư dân Amoy Gardens được cách ly tại Trại nghỉ dưỡng Lý Ngư Môn được chuyển tới Trung tâm Cải tạo Ngoài trời Sai Kung sau khi họ phàn nàn về việc phải dùng chung nhà vệ sinh. Nhân viên y tế đầu tiên nhiễm SARS tử vong tại Hồng Kông. Con gái và vợ của bác sĩ này đã khỏi bệnh, mặc dù người vợ cũng nằm trong số nhân viên y tế được điều trị tích cực. Lệnh đóng cửa trường học tại Hồng Kông được kéo dài thêm hai tuần tới 21 tháng 4.
Ngày 4 tháng 4, nhóm công tác của WHO kiểm tra ca nhiễm đầu tiên tại thành phố Phật Sơn. Người đàn ông này lây nhiễm cho 4 người nhưng không lại lây cho người thân. Một người phụ nữ 40 tuổi trở thành ca nhiễm đầu tiên tại Thượng Hải. Một chuyên gia y tế Trung Quốc đã thừa nhận tại một cuộc họp báo rằng thông tin về dịch bệnh đã không được công khai đủ sớm. Bộ trưởng Y tế Trung Quốc cũng khẳng định dịch bệnh đã được kiểm soát tại hầu hết khu vực ở Trung Quốc đại lục. Ông cũng công bố tên bảy loại thuốc được cho là có tác dụng trong việc điều trị SARS. Các quan chức của WHO cho biết thông tin được Trung Quốc cung cấp là "rất chi tiết". Chính phủ Hoa Kỳ bắt đầu cách ly bắt buộc với người bị nhiễm.
Ngày 5 tháng 4, chính phủ Singapore kéo dài lệnh đóng cửa trường học. Các trường trung học phổ thông sẽ mở cửa trở lại ngày 9 tháng 4, trung học cơ sở ngày 14 tháng 4 và tiểu học, mẫu giáo vào ngày 16 tháng 4.
Ngày 6 tháng 4, một người trở về từ Hồng Kông được phát hiện nhiễm SARS tại Manila.
Ngày 8 tháng 4, SARS bắt đầu lan truyền tại khu chung cư Hạ Ngưu Đầu Giác gần Amoy Gardens ở Cửu Long. Giới chức y tế Hồng Kông cảnh báo SARS đã lan truyền quá xa trong và ngoài nước, trong khi WHO vẫn tỏ ra lạc quan rằng dịch có thể được kiểm soát.
Ngày 9 tháng 4, James Earl Salisbury, một người Mặc Môn Mỹ và giảng viên tại Đại học Bách khoa Thâm Quyến, tử vong do SARS tại một bệnh viện ở Hồng Kông. Ông đã phát bệnh được khoảng một tháng trước khi tử vong, nhưng lúc đầu lại được chẩn đoán viêm phổi. Người con trai Michael "Mickey" Salisbury sống cùng ông tại Trung Quốc và cũng bị nhiễm bệnh nhưng đã khỏi. Cái chết của Salisbury khiến chính quyền Trung Quốc phải công khai hơn về sự lây lan của SARS.
Ngày 10 tháng 4, Jim Hughes, trưởng bộ phận bệnh truyền nhiễm tại CDC, xác nhận lời cảnh báo của giới chức y tế Hồng Kông; ông tin rằng SARS đã không còn có thể được xóa sổ ở vùng Viễn Đông. Tuy nhiên, ông vẫn giữ hi vọng có thể ngăn bệnh lan ra trên diện rộng tại Bắc Mỹ.
Ngày 11 tháng 4, Tổ chức Y tế Thế giới ban bố cảnh báo y tế toàn cầu với dịch SARS khi đã có dấu hiệu rõ ràng cho thấy dịch đang lây lan qua đường hàng không.
Ngày 12 tháng 4, Marco Marra, giám đốc Trung tâm Khoa học Di truyền Michael Smith, trực thuộc Cơ quan Ung thư British Columbia, công bố các nhà khoa học tại đây đã giải được mã di truyền của virus nghi là gây bệnh SARS. Tại Toronto, có thêm 3 người nữa chết do SARS, đưa tổng số tử vong tại Canada lên 13 người.
Ngày 16 tháng 4, WHO ra thông cáo báo chí cho biết virus corona được một số phòng thí nghiệm xác định chính là nguyên nhân gây bệnh SARS. Virus được đặt tên chính thức là virus SARS.
Các bác sĩ tỏ ra bất ngờ khi phát hiện ít nhất 2 ca nhiễm SARS tại Dinner, một ngôi làng gần Bangalore, Ấn Độ. Điều kiện vệ sinh kém và thiếu hệ thống quản lý rác thải dường như là nguyên nhân thúc đẩy sự lây lan dịch bệnh chết người này.
Ngày 19 tháng 4, Thủ tướng Trung Quốc Ôn Gia Bảo tuyên bố sẽ áp dụng hình phạt mạnh tay với những quan chức địa phương không báo cáo các ca nhiễm SARS nhanh chóng và chính xác, báo hiệu sự thay đổi lớn trong chính sách chống dịch. SARS cũng đã bắt đầu hiện diện nhiều hơn trên truyền thông Trung Quốc đại lục; tới cuối tháng 4, dịch bệnh từ một chủ đề không được nhắc tới nhanh chóng được đưa lên các trang bìa, kèm theo báo cáo hằng ngày về số ca nhiễm mới và biện pháp phòng chống từ tất cả các tỉnh.
Ngày 20 tháng 4, thị trưởng Bắc Kinh Mạnh Học Nông và Bộ trưởng Y tế Trung Quốc Trương Văn Khang bị thay thế lần lượt bởi Vương Kỳ Sơn từ Hải Nam và Nguyên Phó Bộ trưởng Y tế Cao Cường. Đây là hai quan chức cấp cao đầu tiên tại Trung Quốc bị cách chức do không kiếm soát được dịch. Trong buổi họp báo được ông Cao Cường chủ trì vài giờ sau, Trung Quốc thừa nhận Bắc Kinh đã có hơn 300 ca, trái với số liệu trước đó chỉ có 37 ca. Một ngày sau số ca đã tăng lên 407. Các quan chức Trung Quốc cũng thừa nhận đã báo cáo không đúng tình hình dịch.
Ngày 22 tháng 4, các trường học tại Hồng Kông dần được mở cửa.
Ngày 23 tháng 4, Bắc Kinh thông báo tất cả các trường tiểu học và trung học cơ sở sẽ được đóng cửa trong hai tuần. Vài ngày trước đó, một số trường thuộc Đại học Bắc Kinh đã đóng cửa khi một số sinh viên nhiễm bệnh. WHO ra khuyến cáo hạn chế đi lại với Bắc Kinh, Toronto và tỉnh Sơn Tây.
Ngày 25 tháng 4, chính quyền thành phố Đài Bắc đóng cửa chi nhánh Bệnh viện Thành phố Đài Bắc, cách ly 930 nhân viên và 240 bệnh nhân trong 2 tuần. Những người này sau đó được chuyển đi nơi khác và tòa nhà được khử trùng.
Ngày 24 tháng 4, chính quyền Hồng Kông thông báo gói cứu trợ 11,8 tỷ HKD nhằm hỗ trợ ngành du lịch, giải trí, bán lẻ và phục vụ nhà hàng bị ảnh hưởng bởi dịch; gói cứu trợ gồm việc miễn các khoản phí liên quan tới du lịch và giao thông vận tải, cùng với 1 tỷ HKD dành cho việc quảng bá du lịch ở nước ngoài. Gói cứu trợ cũng bao gồm việc giảm lãi suất và hoàn thuế thu nhập.
Ngày 26 tháng 4, Ngô Nghi được thông báo sẽ thay chức Bộ trưởng Y tế Trung Quốc của Trương Văn Khang.
Ngày 26–27 tháng 4, giới chức Trung Quốc cho đóng cửa các rạp hát, vũ trường và các địa điểm giải trí khác tại Bắc Kinh, khi mà số người chết tại đây tiếp tục tăng và có nguy cơ trở thành khu vực chịu ảnh hưởng nhất cả nước, hơn cả tỉnh Quảng Đông. Tỷ lệ lây nhiễm đến thời điểm này đã bắt đầu giảm, khi Quảng Đông chỉ còn ghi nhận 3 ca nhiễm mới trong hai ngày cuối tuần. Ảnh hưởng về kinh tế bắt đầu trở nên trầm trọng khi các cửa hàng, nhà hàng, chợ, quán bar, trường học và nhiều cơ sở khác phải đóng cửa, còn một số cơ quan chính phủ và các ngân hàng nhà nước phải làm việc với số nhân viên tối thiểu.
Ngày 28 tháng 4, WHO tuyên bố Việt Nam đã hết dịch sau khi không có ca nhiễm nào mới trong 20 ngày.
Ngày 29 tháng 4, lãnh đạo các nước thành viên ASEAN và thủ tướng Trung Quốc tham dự cuộc họp thượng đỉnh bất thường tại Bangkok, Thái Lan để thảo luận về vấn đề dịch SARS. Trong số các quyết định được đưa ra có việc thành lập một lực lượng tác chiến cấp bộ và thực hiện rà soát y tế đồng bộ trước khi khởi hành tại các sân bay.
Ngày 30 tháng 4, WHO dỡ bỏ cảnh báo đi lại với Toronto. Quyết định được đưa ra do WHO "hài lòng với các biện pháp của chính quyền địa phương để ngăn chặn SARS". Các quan chức Canada cũng cho biết sẽ tăng cường rà soát tại các sân bay.

### Tháng 5 năm 2003
Ngày 3 tháng 5, giải vô địch bóng đá nữ thế giới 2003 đột ngột được chuyển sang tổ chức tại Hoa Kỳ do dịch. Trung Quốc vẫn giữ quyền tham dự giải và tiếp tục tổ chức giải 4 năm sau.
Ngày 4 tháng 5, số ca nhiễm mới tại Hồng Kông giảm còn dưới 10 người.
Ngày 19 tháng 5, cuộc họp thường niên của WHO được tổ chức tại Genève. Hồng Kông kêu gọi dỡ bỏ cảnh báo du lịch.
Ngày 20 tháng 5, WHO từ chối dỡ bỏ cảnh báo du lịch với Hồng Kông và Quảng Đông.
Ngày 23 tháng 5, sau khi kiểm tra lại số bệnh nhân SARS, WHO dỡ bỏ cảnh báo du lịch với Hồng Kông và Quảng Đông.
Ngày 24 tháng 5, số ca nhiễm mới tại Hồng Kông trở về con số 0, lần đầu tiên kể từ khi dịch bùng phát tại đây vào tháng 3.
Ngày 24 tháng 5, một ổ dịch mới khoảng 20 bệnh nhân nghi nhiễm SARS được báo cáo tại Toronto.
Tới ngày 29 tháng 5, hơn 7.000 người đã được giới chức Canada yêu cầu tự cách ly trong nước nhằm kiểm soát nguy cơ bùng phát trở lại dịch SARS.
Ngày 31 tháng 5, Singapore được WHO dỡ bỏ khỏi danh sách 'Khu vực có dịch'.

### Tháng 6 năm 2003
Ngày 23 tháng 6, Hồng Kông được gỡ bỏ khỏi danh sách 'Khu vực có dịch' của WHO, trong khi Toronto, Bắc Kinh và Đài Loan tiếp tục hiện diện trong danh sách này.
Ngày 27 tháng 6, WHO thông báo thế giới sẽ có thể xóa sổ SARS trong vòng 2 tới 3 tuần tiếp theo, nhưng đồng thời cảnh báo dịch có thể trở lại tại Trung Quốc vào mùa đông tiếp theo.

### Tháng 7 năm 2003
Ngày 5 tháng 7, WHO tuyên bố dịch SARS đã được kiểm soát và loại bỏ Đài Loan khỏi danh sách khu vực có dịch. Trong vòng 20 ngày vừa qua đã không có ca nhiễm mới nào mặc dù vẫn còn khoảng 200 người vẫn đang được điều trị bệnh.

### Tháng 9 năm 2003
Ngày 8 tháng 9, Singapore thông báo một nhân viên tại một phòng nghiên cứu SARS thuộc Đại học Quốc gia Singapore đã nhiễm bệnh trong khi đang nghiên cứu về virus Tây sông Nin nhưng đã nhanh chóng khỏi bệnh. Hai chủng virus này được nghi ngờ là đã kết hợp với nhau trong quá trình nghiên cứu.

### Tháng 10/11 năm 2003
Lễ hội Cảng Hồng Kông được tổ chức từ ngày 17 tháng 10 đến 11 tháng 11 năm 2003, một phần của gói cứu trợ 1 tỷ HKD nhằm phục hồi kinh tế Hồng Kông sau dịch SARS.

### Tháng 12 năm 2003
Ngày 10 tháng 12, một nhà nghiên cứu tại một phòng thí nghiệm SARS ở Đài Loan được phát hiện nhiễm SARS sau khi trở về từ một hội thảo y khoa ở Singapore. 74 người tại Singapore đã được cách ly nhưng không có ai nhiễm bệnh.
Ngày 27 tháng 12, Trung Quốc công bố ca nghi nhiễm SARS đầu tiên sau 6 tháng tại Quảng Đông là một người không phải nhà nghiên cứu SARS.

### Tháng 1 năm 2004
Ngày 5 tháng 1, Trung Quốc xác nhận ca bệnh vào tháng 12 là ca nhiễm SARS có nguồn gốc tự nhiên. Philippines công bố một ca nghi nhiễm là một người vừa trở về từ Hồng Kông.
Ngày 7 tháng 1, Philippines thông báo ca nghi nhiễm SARS thực chất chỉ là do viêm phổi. Tại Trung Quốc, các loại cầy hương tại các chợ bị tiêu hủy (cầy hường được cho là nguồn khởi phát bệnh).
Ngày 10 tháng 1, một nhân viên nhà hàng tại Quảng Đông được xác nhận là ca nhiễm SARS có nguồn gốc tự nhiên thứ hai kể từ khi dịch được kiểm soát. Quảng Châu cũng là nơi phát hiện ca đầu tiên vào tháng 12 và được cho là bắt nguồn từ đợt dịch đầu tiên. Ba phóng viên truyền hình Hồng Kông từng tới các khu vực liên quan tới dịch SARS ở Quảng Châu được thông báo không nhiễm bệnh.
Ngày 17 tháng 1, Trung Quốc công bố trường hợp nhiễm SARS thứ ba tại Quảng Châu. Các quan chức WHO kêu gọi làm thêm các xét nghiệm đối với 3 bệnh nhân này; họ cũng thông báo đã phát hiện virus SARS trong các lồng nhốt cầy hương tại nhà hàng xảy ra ca nhiễm thứ hai và tại các chợ.
Ngày 31 tháng 1, Trung Quốc công bố ca nhiễm SARS thứ tư là một bác sĩ 40 tuổi họ Lưu từ thành phố Quảng Châu. Ông đã được xuất viện vào thời điểm công bố.

### Tháng 4 năm 2004
Dịch SARS một lần nữa bùng phát tại Bắc Kinh và tỉnh An Huy. Ngày 22 tháng 4, Trung Quốc thông báo một người phụ nữ 53 tuổi đã tử vong vào ngày 19 tháng 4, ca tử vong do SARS đầu tiên kể từ tháng 6 năm ngoái. Có một người tử vong và 9 người nhiễm bệnh trong đợt dịch này. 2 ca nhiễm đầu tiên là một sinh viên và một nhà nghiên cứu tại Viện Kiểm soát và Phòng chống Dịch bệnh virus Quốc gia thuộc Trung tâm Kiểm soát và Phòng ngừa Dịch bệnh Trung Quốc; 7 ca nhiễm còn lại có tiếp xúc gần với người sinh viên, khu vực phòng thí nghiệm hoặc một y tá điều trị cho người sinh viên này..

### Tháng 5 năm 2004
Ngày 1 tháng 5, Bắc Kinh ghi nhận thêm 2 ca nhiễm và 3 ca nghi nhiễm, tất cả đều liên quan tới Phòng thí nghiệm Virus Tiêu chảy thuộc Viện Virus học Quốc gia. "Các ca nhiễm có liên quan tới những thí nghiệm sử dụng các chủng virus corona SARS sống và bất hoạt tại các viện virus học và tiêu chảy của Trung tâm Kiểm soát và Phòng ngừa Dịch bệnh Trung Quốc; tại đây có thực hiện một số nghiên cứu liên ngành về virus SARS." Tổng số ca nhiễm là 6, trong đó có 4 ca tại Bắc Kinh và 2 ca tại An Huy.
Ngày 2 tháng 5, Trung Quốc công bố xác nhận 3 ca nhiễm SARS mới, đưa tổng số ca trong đợt dịch mới nhất lên con số 9. 189 người đã trở về từ khu cách ly.
Ngày 18 tháng 5, WHO tuyên bố Trung Quốc hết dịch SARS sau khi không có ca nhiễm nào khác trong vòng 3 tuần, nhưng "vẫn còn những mối lo ngại về an toàn sinh học".

## Tình hình sau dịch

### Tình hình SARS tới ngày 15 tháng 5 năm 2005
Tháng 5 năm 2005, Jim Yardley của tờ New York Times viết: 
"Trong năm nay [2005] và cả cuối năm 2004 đã không có một ca nhiễm SARS nào được báo cáo. Đây là mùa đông đầu tiên không phát hiện ca nhiễm nào kể từ đợt dịch đầu tiên vào cuối năm 2002. Ngoài ra, chủng virus gây đại dịch SARS khiến ít nhất 774 người chết trên toàn thế giới tới tháng 6 năm 2003 cũng chưa từng rời khỏi phòng thí nghiệm."